# رود بادیا
رود بادیا (روسی: Бадья) یک رودخانه در سرزمین پرم کشور روسیه است.